# Bewehrungsdraht

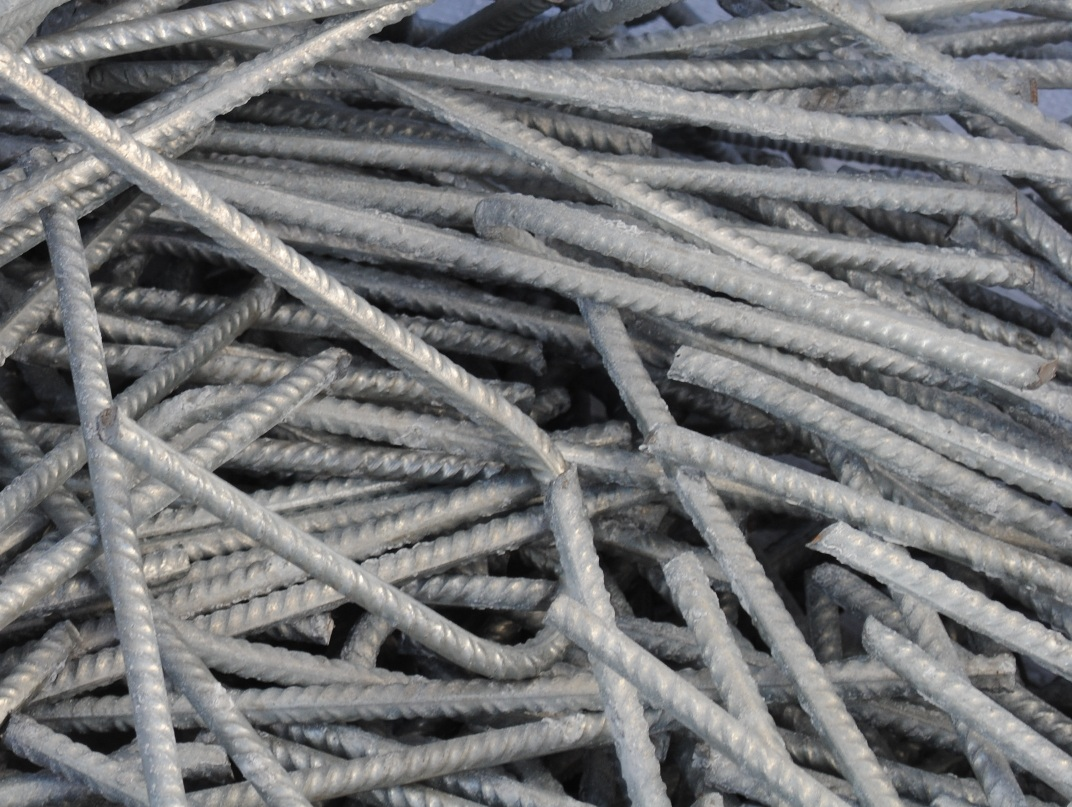
Feuerverzinkter Bewehrungsdraht

Bewehrungsdraht ist ein kaltverformter, glatter (B500A+G) oder profilierter (B500A+P) Betonstahl von 4 bis 12 mm Durchmesser, der in Ringen hergestellt und werkmäßig vom Ring zu Bewehrungen weiterverarbeitet wird.
Profilierter Bewehrungsdraht wird nach der Kaltverformung durch Aufwalzen mit einer profilierten Rippung auf drei Rippenseiten zum Erreichen der Verbundfähigkeit versehen. Da die Profilierung wesentlich flacher ist als die von Betonstahl, ist der Scherverbund im Beton geringer. Bewehrungsdraht darf daher nicht für übliche Bewehrungszwecke gemäß DIN 1045 im Ortbetonbau oder bei Betonfertigteilen eingesetzt werden.
Der Einsatz ist nur für besondere Anwendungen (z. B. Stahlbetonrohre nach EN 639 oder Fertigteile aus Gasbeton nach DIN 4223) vorgesehen.
Bewehrungsdraht kann von den Herstellerwerken im Coil oder auch abgelängt in Stäben bezogen werden. Im Gegensatz zu den anderen in der DIN 488 genormten Betonstählen wird bei der Kennzeichnung der Herkunft nicht die Werksnummer innerhalb eines Landes verwendet. Mangels Profilierung bzw. Rippung ist der glatte Bewehrungsdraht mit einem witterungsbeständigen Etikett zu versehen, auf dem sich das Herstellerwerk ablesen lässt.
Profilierter Bewehrungsdraht wird durch das Aufwalzen des Werkskennzeichens als Profil gekennzeichnet. Hierbei wird durch die Angabe von Zehner- und Einerstellen die Werksnummer angegeben, die in der Liste des Deutschen Institutes für Bautechnik (DIBt) veröffentlicht ist.
Genormt ist der Bewehrungsdraht in der DIN 488-3. Der Kurzname für profilierten Bewehrungsdraht lautet B500A+P (ehemals BSt 500 P/PK). Der Kurzname für glatten Bewehrungsdraht lautet B500A+G (ehemals BSt 500 G/GK).
Folgende mechanische Kennwerte werden durch die DIN 488 vorgeschrieben:
- Streckgrenze Re 500 N/mm²
- Zugfestigkeit Rm 550 N/mm²
- Streckgrenzenverhältnis Rm / Re 1,05
- Gesamtdehnung bei Höchstlast Agt 2,5 %